# Huntington Castle
Huntington Castle ist eine Burgruine im Dorf Huntington etwa 4 km südwestlich von Kington in der englischen Grafschaft Herefordshire.

## Lage
Die Burgruine liegt in erhöhter Lage an der Grenze von England und Wales. Das Gebiet wurde in normannischer Zeit, im Mittelalter, als Welsh Marches bezeichnet. Sie schützte das Tal und war ihrerseits im Norden und Westen durch steile Hohlwege und im Süden und Osten durch einen Burggraben, den ein Bach speiste, geschützt.

## Nachfolger von Kington Castle
Vermutlich wurde diese Burg als Nachfolger des nahegelegenen Kington Castle gebaut, das vermutlich 1216 zerstört wurde.

## Mächtige Barone, Könige und künftige Könige
Die Burg gehörte der Familie Braose, aber 1228, nach dem Tod von Reginald de Braose, eignete König Heinrich III. sie sich an. Allerdings muss die Burg an die Familie zurückgegeben worden sein, denn nach dem Tod von William de Braose, 7. Baron of Bramber, fiel sie durch Heirat an die Familie De Bohun. Im zweiten Krieg der Barone in den 1260er-Jahren war sie in einige Kämpfe verwickelt. Bis 1372, als der letzte männliche Spross der Familie De Bohun starb, verblieb sie in dieser Familie. Die älteste Tochter der Familie, Mary de Bohun, heiratete Henry, den Earl of Derby, der von König Richard II., seinem Vetter, zum Duke of Hereford ernannt wurde. Bis zu seiner eigenen Krönung als Heinrich IV. 1399 blieb Huntingdon Castle in seiner Hand.

## Die Staffords
Heinrich IV. gab die Burg dann Edward de Stafford, dem Earl of Buckingham, zu Lehen. 1403 fiel dieser in der Schlacht von Shrewsbury und die Burg fiel an seine Witwe, Anne, Countess of Stafford. Sie ließ die Burg gegen die Angriffe von Owain Glyndŵr befestigen. 

## Owain Glyndŵrs Rebellion
Anne de Stafford ernannte John Sment zum Konstabler der Burg, der die Burg leichter als sie verteidigen konnte. Glyndŵrs Streitkräfte zogen nach ihrem glänzenden Sieg in der Schlacht von Bryn Glas zur Burg; sie trieben die Viehherden weg, nahmen das Mehl von der örtlichen Mühle und brannten dann die Mühle bis auf die Grundmauern nieder.

## Nach 1415
Es scheint, dass die Burg dann verfiel. Während der Regierungszeit König Heinrichs V. kehrte der Friede in die Welsh Marches zurück, da der König sich auf den Konflikt mit  Frankreich konzentrierte.

## Rückfall an die Krone
1564 war Huntington Castle in Besitz der Krone und ging dann durch verschiedene Hände.

## Englischer Bürgerkrieg
1642, zu Zeiten des englischen Bürgerkrieges, war die Burg vollkommen verfallen. 1670 war der steinerne Donjon noch vorhanden. Heute sind nur noch Erdwerke und einiges Mauerwerk erhalten. Das Gelände ist komplett von Pflanzen überwuchert.